# Линч, Джессика
Джессика Дон Линч (англ. Jessica Dawn Lynch; 26 апреля 1983) — бывший рядовой первого класса Квартирмейстерского корпуса Армии США. Была участником Вторжения коалиционных сил в Ирак в 2003 г. 23 марта 2003 года была ранена и пленена иракскими войсками, находилась в плену до 1 апреля 2003 года, когда была освобождена в ходе операции американского спецназа. История пленения и освобождения Джессики Линч была широко освещена в средствах массовой информации.
Первоначальные сообщения СМИ об истории Линч впоследствии были признаны не соответствующими действительности: реальные события были искажены в ходе информационной пиар-кампании, направленной на героизацию происшедших событий. Впоследствии некоторые подробности были опровергнуты Джессикой.

## Вербовка в армию
Джессика Дон Линч родилась в американском городке Палестина (графство Уирт, штат Западная Виргиния), второй ребёнок и первая дочь в семье Грегори Линча (англ. Gregory Lynch) и Дейдры Линч (англ. Deidre Lynch). Джессика мечтала о поступлении в колледж, однако семья не имела возможностей для её обучения; старший брат Джессики, Грегори Линч мл. (англ. Gregory Lynch Jr.), учился в колледже, однако вынужден был прекратить обучение из-за финансовых трудностей. В качестве одного из возможного путей найти средства на оплату обучения детей семья Линч рассматривала службу в армии. Летом 2000 года (в это время Джессике было 17 лет и она ещё училась в средней школе) семья Линч встретилась с армейским вербовщиком. «Он не обманывал детей», — рассказывает мать девушки. — «Он признал, что нельзя исключить возможность войны когда-либо в будущем». «Это было перед 11 сентября, тогда не было терроризма. Поэтому мы полагали, что со мной не может ничего случиться», — вспоминала Джессика. Решение было принято, Грегори и Джессика завербовались в армию. 19 сентября 2001 года Джессика начала своё базовое общевойсковое обучение в учебном центре Форт-Джексон (Колумбия (штат Южная Каролина)), а затем, после прохождения курса в Форт-Ли (штат Виргиния), получила квалификацию специалиста службы обеспечения.

## Пребывание в плену
23 марта 2003 года американская автоколонна 507 роты обеспечения совершала марш вблизи города Насирия. Караван принял неверное направление движения: предполагалось, что машины минуют Насирию, но вместо этого колонна въехала непосредственно в город, где заблудилась на узких улицах и подверглась нападению со стороны иракцев. Всего в составе группы, подвергшейся нападению, было 33 человека, среди них — Джессика Линч.
В момент нападения иракцев Линч находилась на заднем пассажирском месте автомобиля «HMMWV», кроме неё в машине было ещё четверо человек, за рулём — рядовой первого класса Лори Пистева, с которой Джессику связывали дружеские отношения. В результате иракского нападения 11 человек из числа 33 военнослужащих группы были убиты или умерли впоследствии от полученных ранений, 7 были пленены. «HMMWV», в котором находилась Линч, маневрируя под огнём противника, на большой скорости столкнулся с американским грузовиком, входившим в состав автоколонны. Трое из пятерых находившихся в машине погибли, солдаты Джессика Линч и Лори Пистева были пленены. Впоследствии тяжело раненная Пистева умерла в иракском гражданском госпитале.
Первоначально сообщалось, что Джессика Линч смело отстреливалась от нападавших и даже убила или ранила несколько иракцев. В дальнейшем Джессика заявила, что она не сделала ни одного выстрела: «Я не стреляла, вообще не стреляла. Я упала на колени и начала молиться — это всё, что я помню».
После пленения Линч некоторое время находилась в расположении иракского воинского подразделения, а затем была переведена в госпиталь в Насирии. Американские военные были проинформированы о местонахождении Джессики неким иракцем, который сообщил, что девушку пытают и оскорбляют, но она жива. Поначалу иракец описывался как «32-летний юрист Мохаммед», впоследствии стало известно его полное имя: Мохаммед Одех аль-Реиф. В дальнейшем он, его жена и дочь получили в США статус беженцев.
По сообщениям, появившимся сразу после освобождения Линч из плена, жена аль-Реифа, Иман, работала медсестрой в госпитале, где содержалась Джессика. Навещая свою жену, Мохаммед обратил внимание на необычно большое количество военных и сотрудников служб безопасности в больнице. Проходя мимо стеклянной двери, он увидел, как военный наносит удар женщине в американской военной форме. «Я увидел, что он ударил женщину-солдата, и моё сердце остановилось. Я решил пойти к американцам и рассказать им о пленной девушке», — рассказывал аль-Реиф. Далее сообщалось, что Мохаммед прошёл 6 миль по дороге, пока не дошёл до американского блокпоста, рассказал о Джессике и сообщил важную информацию об устройстве госпиталя, которая впоследствии пригодилась при проведении операции по освобождению Джессики. После этого аль-Реиф вернулся в госпиталь за дополнительной информацией и, вновь встретившись с американцами на блокпосту за пределами города, передал им пять различных планов госпиталя и информацию о системе охраны госпиталя.
Однако позже версия событий, изложенная аль-Реифом, была оспорена сотрудниками госпиталя. Доктор аль-Хусона утверждал, что Линч не подвергалась какому-либо насилию со стороны иракских силовых структур, и что ей был обеспечены уход и лечение, максимально возможные в условиях военного времени. Джессике была предоставлена ортопедическая кровать, единственная в больнице, с ней постоянно дежурила одна из двух медсестёр этажа. В своём интервью Джессика вспоминала, что медсестра даже пела для неё. «Я относилась к ней по-матерински, и она вела себя как дочь», — вспоминала медсестра Халида Шина. Джессике было сделано три переливания крови, причём из-за отсутствия запасов крови две дозы были взяты у сотрудников госпиталя. Доктор аль-Хусона также оспорил ранее озвученные утверждения о том, что Линч имела боевые ранения:
Я осмотрел её, у неё были переломы руки и бедра, вывих лодыжки. Потом я провёл повторный осмотр. У неё не было следов ранений, нанесённых огнестрельным или холодным оружием, только ранения, полученные в результате дорожной аварии.
Впоследствии официальное расследование также подтвердило, что Линч получила ранения не в бою.
В авторизованной биографии Джессики Линч, книге «Я тоже солдат» (англ. I Am a Soldier, Too), написанной Риком Брэггом, говорится, что во время нахождения в плену Джессика была изнасилована. Утверждается, что об этом свидетельствуют некие медицинские записи и характер ранений Джессики. В то же время сама Джессика говорит, что сама она не помнит никакого сексуального насилия и была категорически против упоминания об изнасиловании в книге, однако Рик Брэгг настаивал, обосновывая это тем, что
«люди должны знать, что может случиться с женщинами-солдатами на войне».

## Освобождение и возвращение в США
Согласно первоначальным сообщениям, Джессика Линч была освобождена из иракского плена в ходе спецоперации, проведенной 1 апреля 2003 г. сводным отрядом американского спецназа: американские военнослужащие совершили смелый ночной рейд, подавили сопротивление бойцов корпуса фидаинов Саддама, охранявших госпиталь, в котором находилась Линч, и освободили девушку. Во время спецоперации проводилась видеосъёмка, кадры из которой были вскоре продемонстрированы по телевидению. Бригадный генерал Винсент Брукс сопроводил ролик комментарием:
Несколько смельчаков рисковали своими жизнями, чтобы исполнить данную ими клятву никогда не бросать товарища в беде» .
Впоследствии были обнародованы интервью служащих иракского госпиталя, в которых излагалась иная версия событий. Хариз аль-Хусона рассказывал, что за два дня до операции спецназа он решил доставить раненную Линч в расположение американских войск. Джессику перенесли в автомобиль «скорой помощи», который отправился к американскому блокпосту за городом, когда машина приблизилась к американским позициям, она была обстреляна с американской стороны, и водитель вынужден был повернуть назад. На следующий день официант местного ресторана Хассам Хамуд встретился с американским разведывательным отрядом, бойцы которого через переводчика выяснили у него расположение госпиталя, а также поинтересовались, есть ли в госпитале фидаины, на что Хамуд ответил отрицательно.
Сотрудник госпиталя, доктор Анмар Удэй, так рассказывает об операции по освобождению Линч: «Мы услышали шум вертолётов». Удэй полагает, что американцы знали, что в городе не было фидаинов и госпиталь никем не охранялся.
Мы были удивлены. Зачем всё это? В госпитале не было военнослужащих, не было солдат. Это было похоже на голливудский фильм. Они кричали „Пошёл, пошёл!“, стреляли из автоматов холостыми патронами и что-то взрывали. Они делали шоу, боевик с Сильвестром Сталлоне или Джеки Чаном, с прыжками, криками, выбиванием дверей.
Во время операции многие пациенты больницы и врачи были прикованы наручниками к спинкам кроватей.
Из госпиталя Линч была переправлена в Кувейт, а затем в Германию, в американский военно-медицинский центр в г. Ландштуль, где 3 апреля 2003 г. Джессике была сделана операция на позвоночнике; затем было проведено ещё несколько хирургических операций, направленных на устранение последствий полученных ею травм. 5 апреля 2003 г. в Германию прибыла семья Джессики.
12 апреля 2003 г. Джессика была доставлена в медицинский центр им. Уолтера Рида (г. Вашингтон, США), где проходила лечение до 22 июля 2003 г. 27 августа 2003 г. Джессика Линч была уволена из вооруженных сил по состоянию здоровья.
Линч была награждена военными медалями США: Бронзовой звездой, медалью Пурпурное сердце и Медалью военнопленного.
После увольнения из вооруженных сил Джессика Линч поступила в Университет Западной Вирджинии в г. Паркерсберг, штат Западная Виргиния, планируя после завершения обучения работать воспитателем в детском саду. 27 января 2007 г. у Джессики родилась дочь Дакота Энн (англ. Dakota Ann). Это имя Джессика дала дочери в честь своего погибшего товарища, Лори Энн Пистевы.

## Критика информационной кампании
В июне 2003 г. в газете The Washington Post появилась публикация, цитировавшая слова должностных лиц Вооруженных сил, ответственных за связи с общественностью, из которых следовало, что при подготовке операции по спасению Джессики Линч изначально планировалась её последующее использование в информационной кампании.

Из статьи в газете The Washington Post:
…Пиар-служба Центрального командования стремилась выжать всё возможное из операции по спасению.
«Мы хотели быть уверенными, что получим подходящую картинку», — сказал один из офицеров по связям с общественностью, участвовавший в подготовке операции. Боевая группа должна была снимать свои действия. Силы специального назначения уже обеспечили масс-медиа эксклюзивным видео уничтожения иракского пограничного поста во время ночного рейда. Это был хит, уверены в пиар-службе.
«Мы дали им знать, что, если возможно, мы были бы рады получить видео, — сказал подполковник службы по связям с общественностью Джон Робинсон. — Мы надеялись, что будем иметь хорошую картинку. Мы знали, что она станет сюжетом дня. Мы не собирались что-либо преувеличить или приукрасить, в этом просто не было необходимости. Это была потрясающая история».
Оригинальный текст (англ.)Из статьи в газете The Washington Post:
...Central Command's public affairs office in Qatar geared up to make the most of the rescue.
“We wanted to make sure we got whatever visuals were available," said one public affairs officer involved. The task force had photographed the rescue. Special Forces had already provided exclusive, opening-day video to the news media of Iraqi border posts being destroy by nighttime raids. That had been a hit, public affairs officers believed.
"We let them know, if possible we wanted to get it, we'd like to have" the video, said Lt. Col.John Robinson, a Central Command public affairs officer. "We were hoping we would have good visuals. We knew it would be the hottest thing of the day. There was not an intent to talk it down or embellish it because we didn't need to. It was an awesome story."
— The Washington Post, 17 июня 2003
Сама Джессика заявила в интервью, которое она дала после завершения курса реабилитации, что она с неудовольствием относится к шумихе вокруг её истории.

Джессика Линч (2003):

Это доставляет мне беспокойство — то, что меня использовали в качестве символа в этой шумихе. Это неправильно.
Я не знаю, зачем они снимали, или зачем говорится всё это. … Я знаю только то, что я была в госпитале и мне было больно. … Я нуждалась в помощи. Мне было плохо там. Мне всё равно, что они стреляли холостыми патронами, я об этом не думала. Я хотела, чтобы меня забрали оттуда.
Оригинальный текст (англ.)It does [bother me] that they used me as a way to symbolize all this stuff. It's wrong.
I don't know why they filmed it, or why they say the things they [say], you know. ... All I know was that I was in that hospital hurting. ... I needed help. I wanted out of there. It didn't matter to me if they would have come in shirts and blank guns; it wouldn't have mattered to me. I wanted out of there.
— CNN, 8 ноября 2003 г.
Вместе с тем Линч заявила, что испытывает чувство благодарности к солдатам, забравшим её из госпиталя, и назвала их «мои герои».

Джессика Линч (2003)

Я так благодарна им за то, что они делали. Они рисковали своими жизнями.
Оригинальный текст (англ.)I'm so thankful that they did what they did. They risked their lives.
— CNN, 8 ноября 2003 г.
В 2007 г. была опубликована статья генерал-лейтенанта в отставке Майкла Делонга. М. Делонг рассказывает, что, будучи в 2003 г. заместителем главы Центрального командования Вооружённых сил США, он рассматривал запросы политиков Западной Виргинии, родного штата Линч, о награждении Джессики военными медалями, вплоть до Медали Почёта. Делонг был категорически против такого награждения, аргументируя это тем, что решение о награждении столь высокими наградами не может быть принято поспешно, без тщательного рассмотрения ситуации, первоначальные сведения о которой могли быть некорректными. В свою очередь, политические деятели штата использовали свои связи в Конгрессе, для того чтобы добиться принятия решения о награждении. Вместе с тем М. Делонг отрицает, что вооружённые силы использовали историю Джессики Линч для проведения информационной кампании, направленной на создание привлекательного образа армии. Также он утверждает, что приказов снимать операцию по освобождению никогда не отдавалось.

Майкл Делонг (2007):

Мы не отдавали приказ о видеосъёмке во время операции — спецназовцы решили снять фильм для себя. В конце концов, то, что они сделали, оказалось весьма полезным. Нет, не для информационной кампании. Это оказалось полезным потому, что сейчас этот фильм можно использовать при обучении солдат.
Оригинальный текст (англ.)We never ordered the operation filmed — the troops who executed it decided to film it on their own. Ultimately, it was good that they did, not for publicity purposes, but because that film can now be used to train soldiers.
— The New York Times, 27 апреля 2007 г.
Высокопоставленные официальные лица Вооружённых сил и ранее, в 2003 году, заявляли о том, что вина за искажение действительного состояния дел в сообщениях о спасении Линч лежит не на армии, но на средствах массовой информации, основавших свои публикации на заведомо неполной информации.
В 2003 — 2004 гг. Джесси Джексон, американский правозащитник, популярный среди афроамериканцев, выступил с заявлением о том, что Джессика Линч была выбрана в качестве объекта для героизации из-за своей расовой принадлежности. Белая девушка была более предпочтительна на роль героя, в то время как сослуживец Джессики, чернокожая Шошана Джонсон, также находившаяся в иракском плену, не удостоилась особого внимания масс-медиа, а при решении вопроса пенсионного обеспечения получила существенно меньшую денежную компенсацию, нежели Линч.
24 апреля 2007 года Джессика Линч выступила перед комиссией Конгресса США, рассматривавшей её историю, а также имевшую общественный резонанс историю погибшего в Ираке рейнджера Пэта Тиллмана. В своём выступлении Линч сказала, что её образ «Рэмбо из Западной Виргинии», созданный масс-медиа, был лживым и что народ Соединённых Штатов не нуждается в «приукрашенных сказках».

Джессика Линч (из выступления на слушаниях в Конгрессе США):

Я неоднократно говорила, что если моя история помогала воодушевлять наши войска и объединяла нацию, то, наверное, в этом было и что-то хорошее. 
Однако мне непонятно, почему они выбрали ложь и пытались сделать из меня легенду, в то время как настоящие герои — мои сослуживцы. 
Слушать правду о войне не всегда легко, но в этой правде всегда гораздо больше героизма, чем в громких историях прессы.
Оригинальный текст (англ.) I have repeatedly said, when asked, that if the stories about me helped inspire our troops and rally a nation, then perhaps there was some good.
 However, I am still confused as to why they chose to lie and tried to make me a legend when the real heroics of my fellow soldiers that day were, in fact, legendary.
The truth of war is not always easy to hear but it always more heroic than the hype.
— The Guardian, 25 апреля 2007 г.
Обвинения в распространении не соответствующей действительности информации звучали не только в адрес военных и журналистов, но и в отношении Линч персонально. В интервью, данном в 2008 году, Джессика сказала, что спустя пять лет после своего освобождения из иракского плена она всё ещё получала письма от незнакомых людей. Большей частью это письма со словами поддержки, но встречаются и письма, в которых её лично обвиняют в том, что о ней говорят как о герое, хотя в действительности она не проявляла особого героизма. В 2003 году два бывших сослуживца Линч попытались продать для последующей публикации фотографии, где она была запечатлена топлес. Помимо прочего, продавцы фото оправдывали свои действия тем, что «необходимо остудить пыл Джессики» и что «она не такая морально безупречная, как все думают». Публикация фотографий была анонсирована в мужском журнале Hustler, однако в конечном итоге издатель журнала Ларри Флинт отказался от публикации. В своём комментарии Флинт сказал, что Джессика — «замечательная девчонка, ставшая жертвой американской администрации».